# Amtsgericht Steinau an der Oder
Das Amtsgericht Steinau (auch Steinau an der Oder) war ein preußisches Amtsgericht mit Sitz in Steinau an der Oder.

## Geschichte
Das königlich preußische Amtsgericht Steinau wurde mit Wirkung zum 1. Oktober 1879 als eines von 14 Amtsgerichten im Bezirk des Landgerichtes Glogau im Bezirk des Oberlandesgerichtes Breslau gebildet. Der Sitz des Gerichtes war Steinau an der Oder. Sein Gerichtsbezirk umfasste den Kreis Steinau. Am Gericht bestanden 1880 zwei Richterstellen. Das Amtsgericht war damit ein mittelgroßes Amtsgericht im Landgerichtsbezirk. In Köben an der Oder und Raudten wurden Gerichtstage abgehalten.
Im Jahre 1945 wurde der Amtsgerichtsbezirk unter polnische Verwaltung gestellt, und die deutschen Einwohner wurden vertrieben. Damit endete auch die Geschichte des Amtsgerichtes Steinau.